# جسی ویلیامز (فوتبال آمریکایی)
جسی ویلیامز (به انگلیسی: Jesse Williams)(زاده ۲ نوامبر ۱۹۹۰) ورزشکاراسترالیایی رشتهٔ فوتبال آمریکایی است.